# Viktor Genev
Viktor Viktorov Genev (in bulgaro Виктор Викторов Генев?; Sofia, 27 ottobre 1988) è un calciatore bulgaro, difensore dello Slavia Sofia.

## Carriera

### Club
Nel 2008 fa il suo debutto nel campionato bulgaro, iniziando presto a giocare da titolare nel Levski Sofia.

### Nazionale
Dal 2008 ha ottenuto molteplici presenze con la Nazionale Under-21 bulgara.

## Palmarès

### Club

#### Competizioni nazionali
- Campionato bulgaro: 1

Levski Sofia: 2008-2009